# Jorge Muñoz (futbolista)
Jorge Antonio Muñoz Abarca (30 de julio de 1981) es un exfutbolista chileno que juega de volante central o volante mixto.

## Trayectoria
Comenzó su carrera en Palestino, debutando en el profesionalismo a los 17 años, luego tuvo pasos por Santiago Wanderers y Santiago Morning, logrando con este último el ascenso a Primera División. Luego el destino le tenía preparado una gran oportunidad, ésta era tener la posibilidad de probar suerte en el extranjero, y defender la camiseta de Perak FA de Malasia, uno de los clubes más importantes.
Actualmente Técnico de Fútbol Profesional.
Es hijo del también exfutbolista Jorge "Pindinga" Muñoz.

## Clubes
| Club               | País    | Año       |
| ------------------ | ------- | --------- |
| Palestino          | Chile   | 2000-2005 |
| Santiago Wanderers | Chile   | 2005-2006 |
| Santiago Morning   | Chile   | 2007      |
| Perak FA           | Malasia | 2007-2008 |
| Santiago Morning   | Chile   | 2009-2010 |

## Palmarés
- Ligas
  - Sub-17 Palestino Campeón De Fútbol Joven

### Distinciones individuales
- - Jugador de proyección

## Participaciones Internacionales
- Selecciones Nacionales
  - Preselección SUB-17
  - Preselección SUB-20

- Datos: Q6277660